# The Mutants Are Coming and I Believe They Are of Sound
The Mutants Are Coming and I Believe They Are of Sound (2000) jest albumem z remiksami zespołu DJ? Acucrack. Oryginalnie wszystkie piosenki pojawiły się na płycie Mutants of Sound, poza "Time for You to Leave", który pochodzi z płyty Nation State EP.

## Lista utworów
1. "Hi 420" – 1:01
2. "Allegra 420" – 6:17
3. "Swollen with 420 Glee" – 6:09
4. "Lust in Space 420" – 4:42
5. "Nation State 420" – 9:49
6. "Bitch Universal 420" – 7:38
7. "Road Speed Governor 65" – 2:22
8. "Get in Me 420" – 6:05
9. "You're Not the Fastest 420 Ship" – 5:25
10. "Strobe 420" – 3:11
11. "420 Scientists Playing God" – 3:59
12. "Time for You to Leave... It's 420" – 5:54